# Neil Patel
Neil Patel (nacido en 1970) es un abogado, asesor político conservador y editor estadounidense. Es el cofundador de The Daily Caller.

## Educación
Patel se graduó de Worcester Academy y recibió su bachiller en letras del Trinity College en Connecticut. En Trinity College, Patel compartió habitación con Tucker Carlson. Patel tiene un J.D. del Centro de Derecho de la Universidad de Georgetown, donde fue editor asociado del Georgetown Journal of International Law.

## Carrera profesional
Patel se desempeñó como adjunto de Scooter Libby antes de convertirse en asesor principal de políticas del vicepresidente de los Estados Unidos, Dick Cheney. En su papel de asesor de Cheney, Patel representó al vicepresidente en las reuniones de política económica y doméstica de la Casa Blanca, interactuó con la comunidad empresarial en nombre del vicepresidente y dirigió al personal de políticas del vicepresidente.
Patel fue nominado por la administración de George W. Bush para dirigir la Administración Nacional de Telecomunicaciones e Información, pero no fue confirmado.
Después de dejar la oficina del vicepresidente, Patel se asoció con Carlson para cofundar The Daily Caller, un sitio web de noticias y opinión de derecha. Carlson vendió su participación de un tercio en The Daily Caller a Patel en junio de 2020.
Patel cofundó y es director gerente de Bluebird Asset Management, un fondo de cobertura que se centra en valores respaldados por hipotecas.